# Wagon étalon

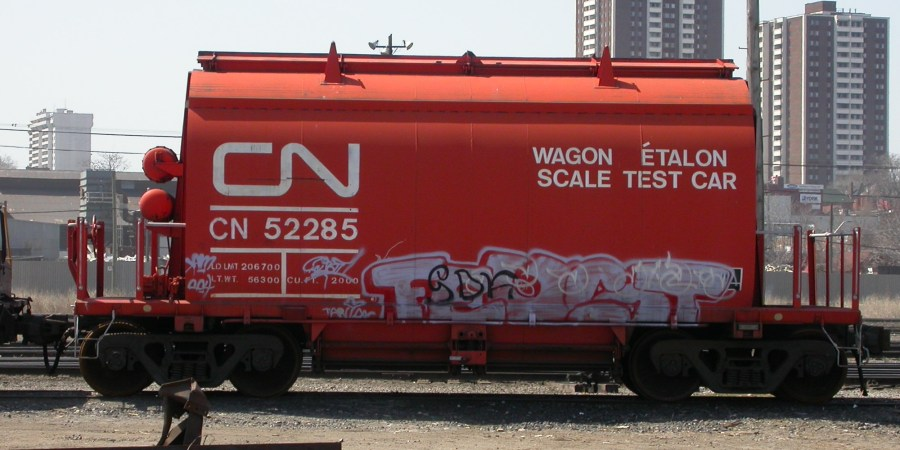
Wagon étalon du Canadien National.

Un wagon étalon (ou wagon d'épreuve des balances) est un wagon de chemin de fer muni d'appareils servant à vérifier la justesse et la précision des ponts-bascule ferroviaires utilisés pour peser les wagons.